# Хромонема
Хромонема (др.-греч. χρῶμα — цвет и νήμα — нить) — это спиральная структура, которую удаётся увидеть в декомпактизованных митотических хромосомах в световой микроскоп. Впервые хромонемы были обнаружены О. В. Баранецким в 1880 году в хромосомах клеток пыльников традесканции, термин ввёл в 1912 году Ф.Вейдовский. Эдмунд Уилсон в 1896 году определял хромонему как наименьшую продольную структуру, видимую с помощью светового микроскопа в митотических хромосомах.
Согласно современным представлениям, хромонема является одним из высших уровней компактизации хроматина, представляя собой фибриллярное образование диаметром около 0,1 — 0,3 мкм. Эта структура содержит несколько более низких уровней компактизации дезоксинуклеопротеида, таких как нуклеосомный уровень, фибриллы толщиной 30 нм, петлевые домены и так далее. Хромонемный уровень конденсации дезоксинуклеопротеида встречается в хромосомах животных и растений. Хромонемный уровень компактизации в естественных условиях может быть обнаружен в профазе и телофазе митоза. В настоящее время вопрос о способе укладки хромонемы в составе митотической хромосомы остаётся нерешённым.
Термин «хромонема» используют также несколько в другом значении, а именно для обозначения хромосомной нити ДНК в комплексе с белками хроматина.